# Walt Bellamy
Walter Jones Bellamy (New Bern, 24 juli 1939 – College Park, 2 november 2013) was een Amerikaans basketballer. Hij won met het Amerikaans basketbalteam de gouden medaille op de Olympische Zomerspelen 1960. In 1993 werd hij toegevoegd aan de Basketball Hall of Fame.

## Carrière
Bellamy speelde van 1958 tot 1961 collegebasketbal voor de Indiana Hoosiers, het team van de Indiana University Bloomington. Tijdens deze drie seizoenen plukte hij 1087 rebounds in 70 wedstrijden, goed voor een gemiddelde van 15,5 rebounds per wedstrijd, en scoorde hij gemiddeld 20,6 punten per wedstrijd. In 1960 nam hij samen met het Amerikaans basketbalteam deel aan de Olympische Spelen in Rome. Tijdens de Olympische Spelen speelde hij alle 8 wedstrijden, inclusief alle wedstrijden in de finaleronde tegen Brazilië, Italië en de Sovjet-Unie die ze winnend afsloten en zo de Olympische titel veroverden. Gedurende deze wedstrijden scoorde Bellamy 65 punten. Hij stelde zich in 1961 kandidaat voor de NBA draft waar hij als eerste in de eerste ronde werd gekozen door het pas opgestarte Chicago Packers.
In zijn rookie-seizoen in Chicago was Bellamy goed voor een gemiddelde van 31,6 punten en 19 rebounds per wedstrijd. Hij werd in 1962 dan ook gekozen tot NBA Rookie of the Year en nam ook voor de eerste keer deel aan de NBA All-Star Game waarin hij meteen goed was voor 23 punten en 17 rebounds. Bellamy bleef ook de drie daaropvolgende seizoenen bij hetzelfde team dat eerst speelde als de Chicago Zephyrs en vanaf 1963 in Baltimore verder ging als de Baltimore Bullets. In het seizoen 1964/65 plukte Bellamy in een wedstrijd tegen de St. Louis Hawks 37 rebounds, het hoogste aantal uit zijn loopbaan. In 1965 startte Bellamy het seizoen nog in Baltimore maar op 2 november 1965 werd hij voor Jim Barnes, Johnny Egan, Johnny Green en een geldsom geruild naar de New York Knicks. Na enkele seizoenen in New York werd Bellamy in december 1968 samen met Howard Komives voor Dave DeBusschere geruild naar de Detroit Pistons. Bellamy speelde in het seizoen 1968/69 zo 35 wedstrijden voor de New York Knicks en 53 wedstrijden voor de Detroit Pistons. Met een totaal van 88 wedstrijden in 1 seizoen is Bellamy recordhouder aller tijden in de NBA.
Bellamy speelde nadien nog 4,5 seizoenen voor de Atlanta Hawks, om in het seizoen 1974/75 zijn loopbaan af te sluiten bij New Orleans Jazz. In New Orleans kwam Bellamy echter maar 1 keer in actie. Bellamy beëindigde in 1975 zijn loopbaan met een totaal van 20.941 punten en 14.241 rebounds. In 1993 werd Bellamy opgenomen in de Naismith Memorial Basketball Hall of Fame voor zijn individuele loopbaan. In 2010 werd Bellamy ook met het Amerikaans Olympisch team van 1960 opgenomen in de Hall of Fame.
Op 2 november 2013 overleed Bellamy op 74-jarige leeftijd.

## Privéleven
Bellamy had een halfbroer Ron Bellamy die een professioneel bokser was. Hij had een zoon met zijn vrouw Helen Hollie Ragland Bellamy.

## Erelijst
- NBA All-Star: 1962, 1963, 1964, 1965
- NBA Rookie of the Year: 1962
- Olympische Zomerspelen: 1960
- Naismith Memorial Basketball Hall of Fame: 1993 (individueel)
- College Basketball Hall of Fame: 2006
- Naismith Memorial Basketball Hall of Fame: 2010 (met het Olympisch team van 1960)

## Statistieken

### Regulier seizoen
| Seizoen  | Team              | WG   | WS | MPW  | 2P%   | 3P% | VW%   | RPW  | APW | SPW | BPW | PPW  |
| -------- | ----------------- | ---- | -- | ---- | ----- | --- | ----- | ---- | --- | --- | --- | ---- |
| 1961/62  | Chicago Packers   | 79   | —  | 42,3 | 51,9  | —   | 64,4  | 19,0 | 2,7 | —   | —   | 31,6 |
| 1962/63  | Chicago Zephyrs   | 80   | —  | 41,3 | 52,7  | —   | 67,4  | 16,4 | 2,9 | —   | —   | 27,9 |
| 1963/64  | Baltimore Bullets | 80   | —  | 42,4 | 51,3  | —   | 65,1  | 17,0 | 1,6 | —   | —   | 27,0 |
| 1964/65  | Baltimore Bullets | 80   | —  | 41,3 | 50,9  | —   | 68,5  | 14,6 | 2,4 | —   | —   | 24,8 |
| 1965/66  | Baltimore Bullets | 8    | —  | 33,5 | 45,2  | —   | 59,7  | 12,8 | 2,3 | —   | —   | 19,0 |
| 1965/66  | New York Knicks   | 72   | —  | 42,8 | 51,2  | —   | 62,7  | 16,0 | 3,0 | —   | —   | 23,2 |
| 1966/67  | New York Knicks   | 79   | —  | 38,1 | 52,1  | —   | 63,6  | 13,5 | 2,6 | —   | —   | 19,0 |
| 1967/68  | New York Knicks   | 82   | —  | 32,9 | 54,1  | —   | 66,2  | 11,7 | 2,0 | —   | —   | 16,7 |
| 1968/69  | New York Knicks   | 35   | —  | 32,5 | 50,7  | —   | 61,9  | 11,0 | 2,2 | —   | —   | 15,2 |
| 1968/69  | Detroit Pistons   | 53   | —  | 38,2 | 51,2  | —   | 66,3  | 13,5 | 1,9 | —   | —   | 18,8 |
| 1699/70  | Detroit Pistons   | 56   | —  | 20,9 | 54,7  | —   | 56,2  | 7,1  | 1,0 | —   | —   | 10,0 |
| 1699/70  | Atlanta Hawks     | 23   | —  | 37,2 | 49,1  | —   | 60,5  | 13,5 | 3,8 | —   | —   | 15,5 |
| 1970/71  | Atlanta Hawks     | 82   | —  | 35,5 | 49,3  | —   | 60,4  | 12,9 | 2,8 | —   | —   | 14,7 |
| 1971/72  | Atlanta Hawks     | 82   | —  | 38,9 | 54,5  | —   | 58,5  | 12,8 | 3,2 | —   | —   | 18,6 |
| 1972/73  | Atlanta Hawks     | 74   | —  | 37,9 | 50,5  | —   | 53,8  | 13,0 | 2,4 | —   | —   | 16,1 |
| 1973/74  | Atlanta Hawks     | 77   | —  | 31,7 | 48,6  | —   | 60,8  | 9,6  | 2,5 | 0,7 | 0,6 | 13,1 |
| 1974/75  | New Orleans Jazz  | 1    | —  | 14,0 | 100,0 | —   | 100,0 | 5,0  | 0,0 | 0,0 | 0,0 | 6,0  |
| Carrière | Carrière          | 1043 | —  | 37,3 | 51,6  | —   | 63,2  | 13,7 | 2,4 | 0,7 | 0,6 | 20,1 |
| All Star | All Star          | 4    | 3  | 20,8 | 50,0  | —   | 52,6  | 7,5  | 1,0 | —   | —   | 12,0 |

### Playoffs
| Seizoen  | Team              | WG | WS | MPW  | 2P%  | 3P% | VW%  | RPW  | APW | SPW | BPW | PPW  |
| -------- | ----------------- | -- | -- | ---- | ---- | --- | ---- | ---- | --- | --- | --- | ---- |
| 1964/65  | Baltimore Bullets | 10 | —  | 42,7 | 46,8 | —   | 66,3 | 15,1 | 3,4 | —   | —   | 20,9 |
| 1966/67  | New York Knicks   | 4  | —  | 39,3 | 51,9 | —   | 58,6 | 16,5 | 3,0 | —   | —   | 18,3 |
| 1967/68  | New York Knicks   | 6  | —  | 46,2 | 42,1 | —   | 62,5 | 16,0 | 3,5 | —   | —   | 20,0 |
| 1699/70  | Atlanta Hawks     | 9  | —  | 40,9 | 46,8 | —   | 71,7 | 15,6 | 3,9 | —   | —   | 16,8 |
| 1970/71  | Atlanta Hawks     | 5  | 5  | 43,2 | 59,4 | —   | 75,9 | 14,4 | 2,0 | —   | —   | 20,8 |
| 1971/72  | Atlanta Hawks     | 6  | 6  | 41,2 | 48,8 | —   | 62,8 | 13,7 | 1,8 | —   | —   | 18,5 |
| 1972/73  | Atlanta Hawks     | 6  | 6  | 41,2 | 39,5 | —   | 45,2 | 12,2 | 2,2 | —   | —   | 13,7 |
| Carrière | Carrière          | 46 | 17 | 42,2 | 47,1 | —   | 64,2 | 14,8 | 3,0 | —   | —   | 18,5 |

3 Jerry West · 
4 Walt Bellamy · 
5 Bob Boozer · 
6 Terry Dischinger · 
7 Burdette Haldorson · 
8 Darrall Imhoff · 
9 Allen Kelley · 
10 Lester Lane · 
11 Jerry Lucas · 
12 Adrian Smith · 
13 Jay Arnette · 
14 Oscar Robertson · 
Coach Pete Newell